# IRB Sevens World Series 2012-2013
Navigation
2011-2012 2013-2014
Les IRB Sevens World Series 2012-2013 sont la 14e édition des séries mondiales masculines de rugby à sept, la compétition la plus importante du monde de rugby à sept. Elle se déroule du 13 octobre 2012 au 12 mai 2013. L'équipe de Nouvelle-Zélande conserve son titre en remportant la compétition ; l'Afrique du Sud termine deuxième, les Fidji troisième.

## Équipes permanentes
Pour la première fois depuis la création de la compétition en 1999-2000, 15 équipes possèdent le statut d'équipes permanente, statut assurant à ces équipes de participer aux 8 premiers tournois de la saison. L'année précédente, 12 équipes possédaient ce statut et le garde cette saison. Trois équipes gagnent leur statut d'équipe permanente via le tournoi de qualification qui s'est déroulé à Hong Kong la saison précédente, à savoir le Canada, le Portugal et l'Espagne. Voici les 15 équipes permanentes de la saison 2012-2013 :
- Afrique du Sud
- Angleterre
- Argentine
- Australie
- Canada
- Écosse
- Espagne
- États-Unis
- Fidji
- France
- Pays de Galles
- Kenya
- Nouvelle-Zélande
- Portugal
- Samoa

## Étapes
| Date                             | Étape            | Lieu                                       | Vainqueur        |
| -------------------------------- | ---------------- | ------------------------------------------ | ---------------- |
| 13 et 14 octobre 2012            | Australie        | Skilled Park, Gold Coast                   | Fidji            |
| 30 novembre et 1er décembre 2012 | Dubaï            | The Sevens, Dubaï                          | Samoa            |
| 8 et 9 décembre 2012             | Afrique du Sud   | Nelson Mandela Bay Stadium, Port Elizabeth | Nouvelle-Zélande |
| 1er et 2 février 2013            | Nouvelle-Zélande | Westpac Stadium, Wellington                | Angleterre       |
| 8 au 10 février 2013             | États-Unis       | Sam Boyd Stadium, Las Vegas                | Afrique du Sud   |
| 22 au 24 mars 2013               | Hong Kong        | Hong Kong Stadium, Hong Kong               | Fidji            |
| 30 et 31 mars 2013               | Japon            | Chichibunomiya Rugby Stadium, Tokyo        | Afrique du Sud   |
| 4 et 5 mai 2013                  | Écosse           | Scotstoun Stadium, Glasgow                 | Afrique du Sud   |
| 11 et 12 mai 2013                | Angleterre       | Stade de Twickenham, Londres               | Nouvelle-Zélande |

## Classement
| Légende |
| --- |
| Équipe directement qualifiée pour la saison 2013-2014 : - Les 12 premières places |
| Équipes qualifiées pour le tournoi qualifier : - 13e, 14e et 15e places |
| Équipes non permanentes |
| Abréviations : - Q : Qualifié pour la saison 2013-2014 à la suite du tournoi qualifier - E : Non qualifié pour la saison 2013-2014 à la suite du tournoi qualifier - T : Tenant du titre 2011-2012 |

| Classement 2012–2013 | Classement 2012–2013 | Classement 2012–2013 | Classement 2012–2013 | Classement 2012–2013 | Classement 2012–2013 | Classement 2012–2013 | Classement 2012–2013 | Classement 2012–2013 | Classement 2012–2013 | Classement 2012–2013 | Classement 2012–2013 |
| Pos.                 | Équipe               | Gold Coast           | Dubaï                | Port Élizabeth       | Wellington           | Las Vegas            | Hong Kong            | Tokyo                | Glasgow              | Londres              | Points               |
| -------------------- | -------------------- | -------------------- | -------------------- | -------------------- | -------------------- | -------------------- | -------------------- | -------------------- | -------------------- | -------------------- | -------------------- |
| 1                    | Nouvelle-Zélande (T) | 19                   | 19                   | 22                   | 17                   | 19                   | 17                   | 19                   | 19                   | 22                   | 173                  |
| 2                    | Afrique du Sud       | 17                   | 7                    | 17                   | 10                   | 22                   | 5                    | 22                   | 22                   | 10                   | 132                  |
| 3                    | Fidji                | 22                   | 10                   | 12                   | 7                    | 15                   | 22                   | 10                   | 10                   | 13                   | 121                  |
| 4                    | Samoa                | 10                   | 22                   | 7                    | 15                   | 17                   | 13                   | 10                   | 5                    | 5                    | 104                  |
| 5                    | Kenya                | 15                   | 17                   | 5                    | 19                   | 1                    | 15                   | 5                    | 7                    | 15                   | 99                   |
| 6                    | Angleterre           | 7                    | 3                    | 5                    | 22                   | 5                    | 8                    | 8                    | 17                   | 17                   | 92                   |
| 7                    | Pays de Galles       | 5                    | 13                   | 13                   | 3                    | 10                   | 19                   | 5                    | 15                   | 8                    | 91                   |
| 8                    | Australie            | 10                   | 1                    | 8                    | 13                   | 3                    | 10                   | 17                   | 8                    | 19                   | 89                   |
| 9                    | France               | 12                   | 15                   | 19                   | 5                    | 8                    | 3                    | 15                   | 3                    | 7                    | 87                   |
| 10                   | Argentine            | 13                   | 8                    | 15                   | 10                   | 7                    | 2                    | 7                    | 12                   | 10                   | 84                   |
| 11                   | États-Unis           | 2                    | 5                    | 10                   | 1                    | 10                   | 5                    | 13                   | 13                   | 12                   | 71                   |
| 12                   | Canada               | 5                    | 12                   | 1                    | 8                    | 13                   | 12                   | 3                    | 10                   | 5                    | 69                   |
| 13                   | Écosse (Q)           | 3                    | 5                    | 1                    | 12                   | 12                   | 1                    | 12                   | 5                    | –                    | 51                   |
| 14                   | Portugal (Q)         | 1                    | 10                   | 10                   | 1                    | 1                    | 10                   | 1                    | 1                    | –                    | 35                   |
| 15                   | Espagne (Q)          | 8                    | 2                    | 3                    | 5                    | 5                    | 1                    | 1                    | 1                    | –                    | 26                   |
| 16                   | Hong Kong (E)        | –                    | –                    | –                    | –                    | –                    | 7                    | –                    | –                    | –                    | 7                    |
| 17                   | Russie (E)           | –                    | 1                    | –                    | –                    | –                    | –                    | –                    | 2                    | –                    | 3                    |
| 17                   | Tonga (E)            | 1                    | –                    | –                    | 2                    | –                    | –                    | –                    | –                    | –                    | 3                    |
| 19                   | Japon                | –                    | –                    | –                    | –                    | –                    | –                    | 2                    | –                    | –                    | 2                    |
| 19                   | Uruguay              | –                    | –                    | –                    | –                    | 2                    | –                    | –                    | –                    | –                    | 2                    |
| 19                   | Zimbabwe (E)         | –                    | –                    | 2                    | –                    | –                    | –                    | –                    | –                    | –                    | 2                    |
| 22                   | Géorgie (E)          | –                    | –                    | –                    | –                    | –                    | –                    | –                    | –                    | –                    | 0                    |

## Joueurs

### Meilleur réalisateur
| Points inscrits | Points inscrits             | Points inscrits | Points inscrits |
| Pos.            | Joueur                      | Points          |                 |
| --------------- | --------------------------- | --------------- | --------------- |
| 1               | Dan Norton (ENG)            | 264             |                 |
| 2               | Joji Raqamate (FIJ)         | 247             |                 |
| 3               | Nathan Hirayama (CAN)       | 241             |                 |
| 4               | Tomasi Cama Junior (NZL)    | 237             |                 |
| 5               | Christian Lewis-Pratt (ENG) | 221             |                 |

### Meilleur marqueur
| Essais marqués | Essais marqués          | Essais marqués | Essais marqués |
| Pos.           | Joueur                  | Essais         |                |
| -------------- | ----------------------- | -------------- | -------------- |
| 1              | Dan Norton (ENG)        | 52             |                |
| 2              | Cornal Hendricks (RSA)  | 38             |                |
| 3              | Sean Duke (CAN)         | 35             |                |
| 4              | Lewis Holland (AUS)     | 29             |                |
| 5              | Samisoni Viriviri (FIJ) | 29             |                |

### Équipe type
À la fin de la saison, une équipe type est constituée.
- Afa Aiono
- Frankie Horne
- Tim Mikkelson
- Joji Raqamate
- Gillies Kaka
- Willy Ambaka
- Dan Norton